# Georg Hirschberg
Georg Hirschberg (* 23. Mai 1873 in Culm/Westpreußen; † 7. Juni 1955 in Berlin-Wilmersdorf) war ein deutscher Jurist. Er war Direktor verschiedener Landgerichte in der Zeit der Weimarer Republik.

## Leben und Tätigkeit
Hirschberg war ein Sohn des Kaufmanns Louis Hirschberg. Er studierte Rechtswissenschaften. Anschließend durchlief er den juristischen Vorbereitungsdienst, den er 1899 mit der Ernennung zum Gerichtsassessor abschloss. Parallel wurde er 1897 an der Universität Göttingen mit einer Arbeit über den contractus aestimatorius zum Dr. jur. promoviert.
1903 wurde Hirschberg zum Amtsrichter am Amtsgericht Flatow ernannt. 1910 folgte die Ernennung zum Landrichter am Landgericht Hannover. Ab 1912 stand er im Kolonialdienst. 1914 wurde er zum Amtsgerichtsrat ernannt und an das Amtsgericht Elbing versetzt. Im Jahr 1918 folgte die Ernennung zum Oberlandesgerichtsrat am Oberlandesgericht Marienwerder.
1921 wurde Hirschberg zum stellvertretenden Mitglied des Auflösungsamtes für Familiengüter in Marienwerder ernannt.
Im Jahr 1923 wurde Hirschberg zum Direktor des Landgerichtes Stettin ernannt. In dieser Stellung führte er u. a. den Vorsitz im vielbeachteten Stettiner Fememordprozess vom März bis Mai 1928.
Während des im ganzen Land mit Spannung verfolgten Fememordprozesses von 1928 sah Hirschberg sich verschiedentlich scharfen Angriffen durch die die Angeklagten unterstützende völkische Presse ausgesetzt: So unterstellte das NS-Organ Der Führer ihm, dass er ein politischer Richter sei, der als Diener der herrschenden (prorepublikanisch-demokratischen) Parteien, seine Urteile so gestalten würde, wie diese es wünschen würden, wofür er im Gegenzug mit einem raschen beruflichen Weiterkommen belohnt werden würde. Hirschberg zeige, so behauptete das Blatt, wie „man heute Karriere macht und zu Amt und Würde kommt“, nämlich indem man auf Wunsch der Demokraten „deutsche Frontsoldaten ins Zuchthaus“ schicken würde. Mitunter enthielten die journalistischen Angriffe der rechtsgerichteten Zeitungen auch antisemitische Seitenhiebe gegen Hirschberg, wie, dass bei ihm „auch nicht nur der Name jüdisch“ sei (seine Sterbeurkunde weist ihn indessen als evangelisch aus).
Demgegenüber lobten liberale und demokratische Blätter Hirschbergs Verhandlungsführung wiederholt. Rudolf Olden attestierte ihm zum Beispiel in einem Kommentar im Berliner Tageblatt, bei seinen Versuchen, die Wahrheit herauszufinden, ein „Höchstmaß an forensischem Geschick, an Eifer des Unterhandelns an[zu]wenden“.
Im Oktober 1928 wurde Hirschberg zum Präsidenten des Landgerichts Landsberg an der Warthe ernannt.
Spätestens als Ruheständler lebte Hirschberg unter der Bezeichnung Landgerichtspräsident a. D. in Berlin. 1952 erhielt er das Bundesverdienstkreuz am Bande. Er starb 1955 an einer Arteriosklerose und Kreislaufinsuffizienz.

## Ehe und Familie
Am 2. November 1902 heiratete Hirschberg in Bromberg Johanna Remus. Aus der Ehe ging u. a. der Oberbergrat Hans-Georg Hirschberg hervor.

## Schriften
- Der contractus aestimatorius und seine Beziehungen zum buchhändlerischen Konditionsgeschäft und zur Verkaufskommission, Göttingen 1897. (Dissertation)